# Live Era '87–'93
| 전문가 평가   | 전문가 평가 |
| 평가 점수     | 평가 점수   |
| 출처          | 점수        |
| ------------- | ----------- |
| AllMusic      | [ 2 ]       |
| Rolling Stone | [ 3 ]       |

《Live Era '87–'93》는 미국의 하드 록 밴드 건즈 앤 로지스의 더블 라이브 음반이다. 1999년 11월 30일에 발매되었으며, 1993년에 발매된 《"The Spaghetti Incident?"》 이후 6년 만에 나온 건즈 앤 로지스의 첫 공식 음반이다.
이 음반은 미국 음반 산업 협회(RIAA)로부터 50만 장 출하를 기준으로 골드 인증을 받았다. RIAA는 더블 음반의 경우 디스크 한 장당 각각 인증 단위를 계산하기 때문에, 실제 출하량은 25만 장이다.

## 배경
이 음반은 밴드의 측근 델 제임스가 편집하였다. 수록곡의 녹음 날짜와 장소는 음반의 라이너 노트에 명시되어 있지 않으며, 단순히 "1987년부터 1993년 사이, 우주 전역에서 녹음됨"이라고만 언급되어 있다. 그러나 대부분의 트랙은 1991년부터 1993년까지 진행된 Use Your Illusion Tour에서 녹음된 것으로 여겨진다.
액슬 로즈는 전 건즈 앤 로지스 멤버인 슬래시와 더프 맥케이건과의 직접적인 접촉 없이, 중간 전달자를 통해 수록곡 목록을 논의한 것으로 알려져 있다. 슬래시는 한 인터뷰에서 "이 라이브 음반 작업은 우리 모두가 함께했던 프로젝트 중 가장 수월한 작업 중 하나였습니다. 저는 액슬을 실제로 보지는 못했지만, '윗선'을 통해 소통을 했습니다."라고 밝혔다. 그는 이어 "이 음반은 깔끔하지도 않고 실수도 많습니다. 하지만 이건 건즈 앤 로지스이지, 젠장 마하비슈누 오케스트라가 아니잖아요. 최대한 솔직하게 담아낸 결과물입니다."라고 덧붙였다. 그러나 이 음반에는 오버더빙과 재녹음이 포함되어 있다. 전 밴드 매니저 더그 골드스타인은 당시 과정을 다음과 같이 회상했다. "기본적으로 우리는 수정이 필요한 부분을 콕 집어 지적해줬습니다. 원래의 라이브 녹음 자료를 사용하긴 했지만, 슬래시는 대부분의 시간을 기타 트랙을 다시 녹음하는 데 썼고, 액슬은 몇 곡만 손봤죠. 제가 기억하기로는 전 곡을 다 다시 한 건 아니었어요. 전체를 새로 한 게 아니라 수정 위주였죠."
대부분의 트랙에서 연주한 맷 소럼과 길비 클라크는 밴드 멤버로 표기되지 않고 "추가 연주자"로만 언급되었다. 반면, 단 세 곡에만 참여한 오리지널 멤버 드러머 스티븐 애들러와 여섯 곡에 참여한 이지 스트래들린은 "주요 밴드 멤버"로 크레딧에 포함되었다.
Use Your Illusion Tour 기간 동안 자주 연주되었던 대표적인 라이브 곡 〈Live and Let Die〉와 〈Civil War〉는 이번 음반에 수록되지 않았다. 반면, 공연에서 비교적 드물게 연주되었던 〈Pretty Tied Up〉과 〈Move to the City〉는 수록되었다.
〈Knockin' on Heaven's Door〉는 프레디 머큐리 추모 콘서트에서 연주 및 녹음되었으며, 이전에 〈Knockin' on Heaven's Door〉 싱글에 수록되어 발매된 바 있다.
이 음반은 커버 디자인이 거의 동일한 두 가지 버전으로 발매되었으며, 한쪽 모서리 색상에 따라 구분된다. 파란색 모서리 버전은 익스플리싯 버전이며, 빨간색 모서리 버전은 클린 버전이다.

## 곡 목록
모든 곡들은 특별한 언급이 없는 한 건즈 앤 로지스에 의해 작사/작곡하였다.
| #   | 제목                                | 작사·작곡                              | 재생 시간 |
| --- | ----------------------------------- | -------------------------------------- | --------- |
| 1.  | 〈Nightrain〉                       |                                        | 5:19      |
| 2.  | 〈Mr. Brownstone〉                  |                                        | 5:42      |
| 3.  | 〈It's So Easy〉                    | 건즈 앤 로지스, 웨스트 아킨            | 3:28      |
| 4.  | 〈Welcome to the Jungle〉           |                                        | 5:09      |
| 5.  | 〈Dust N' Bones〉                   | 슬래시, 이지 스트래들린, 더프 맥케이건 | 5:05      |
| 6.  | 〈My Michelle〉                     |                                        | 3:53      |
| 7.  | 〈You're Crazy〉                    |                                        | 4:45      |
| 8.  | 〈Used to Love Her〉                |                                        | 4:17      |
| 9.  | 〈Patience 〉                       |                                        | 6:42      |
| 10. | 〈It's Alright〉 (블랙 사바스 커버) | 빌 워드                                | 3:07      |
| 11. | 〈November Rain〉                   | 액슬 로즈                              | 12:32     |

| #   | 제목                                         | 작사·작곡                              | 재생 시간 |
| --- | -------------------------------------------- | -------------------------------------- | --------- |
| 1.  | 〈Out ta Get Me〉                            |                                        | 4:33      |
| 2.  | 〈Pretty Tied Up〉                           | 스트래들린                             | 5:25      |
| 3.  | 〈Yesterdays〉                               | 로즈, 아킨, 델 제임스, 빌리 맥클라우드 | 3:52      |
| 4.  | 〈Move to the City〉                         | 스트래들린, 크리스 웨버, 대니얼 니컬슨 | 8:00      |
| 5.  | 〈You Could Be Mine〉                        | 로즈, 스트래들린                       | 6:02      |
| 6.  | 〈Rocket Queen〉                             |                                        | 8:27      |
| 7.  | 〈Sweet Child o' Mine〉                      |                                        | 7:25      |
| 8.  | 〈Knockin' on Heaven's Door〉 (밥 딜런 커버) | 밥 딜런                                | 7:27      |
| 9.  | 〈Don't Cry〉                                | 로즈, 스트래들린                       | 4:44      |
| 10. | 〈Estranged〉                                | 로즈                                   | 9:52      |
| 11. | 〈Paradise City〉                            |                                        | 7:22      |

## 인증
| 국가                                                  | 인증     | 판매량/출하량 |
| ----------------------------------------------------- | -------- | ------------- |
| 아르헨티나 (CAPIF)                                    | 플래티넘 | 60,000^       |
| 오스트레일리아 (ARIA)                                 | 플래티넘 | 70,000^       |
| 브라질 (Pro-Música Brasil)                            | 골드     | 100,000*      |
| 캐나다 (뮤직 캐나다)                                  | 플래티넘 | 100,000^      |
| 일본 (RIAJ)                                           | 골드     | 100,000^      |
| 영국 (BPI)                                            | 골드     | 100,000^      |
| 미국 (RIAA)                                           | 골드     | 500,000^      |
| *판매량을 기반으로 한 인증 ^출하량을 기반으로 한 인증 |          |               |